# Sunset Crater Volcano nationalmonument

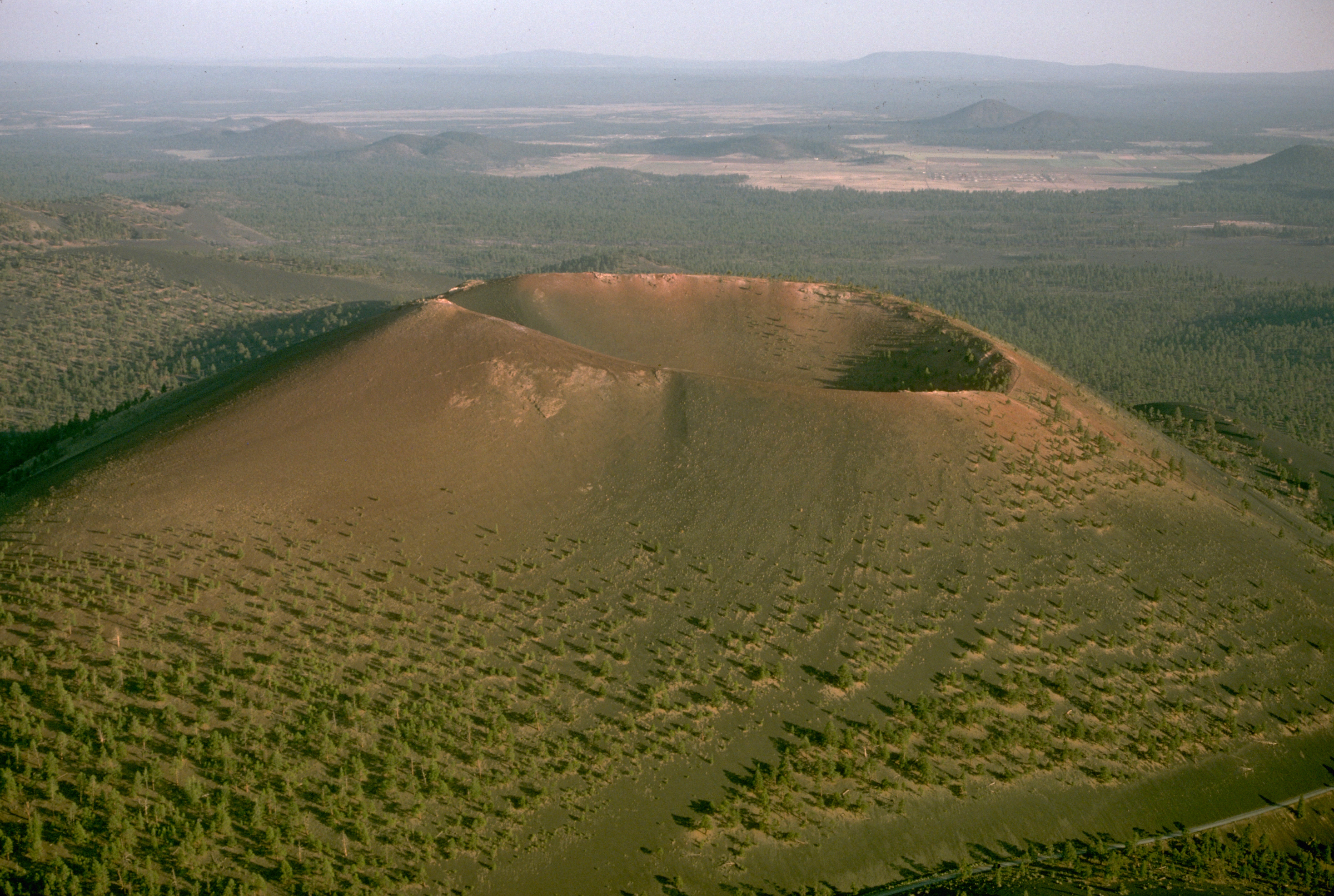
Sunset Crater Volcano nationalmonument

Sunset Crater Volcano nationalmonument ligger i delstaten Arizona i USA. Området innehåller en vulkankrater och lavaflöden från 1000-talet.
Nationalmonumentet ligger väldigt nära Wupatki nationalmonument.